# Takanot ha-kehila
Takanot ha-kehila (hebrejsky תקנות הקהילה‎, pl. f., „obecní statuta“) je pojem označující lokální pravidla jednotlivých židovských obcích nebo ve svazů obcí. Důležitý předpoklad pro vznik takanot představuje uznání autonomie židovských obcí místními autoritami, takže takanot pak regulují především samosprávné záležitosti příslušné obce a záležitosti občanského a trestního práva. Takanot schvalují dvě autority příslušné obce: místní bejt din (náboženský soud) na základě povolení hlavního rabína a představenstvo místní obce (parnasim).
První takanot vznikly zřejmě v 6. století. Ve světovém měřítku se jedněmi z nejvýznamnějších obecních statut staly Takanot Šum (statuta svazu židovských obcí ve Špýru, Wormsu a Mohuči). V českých zemích sehrály zásadní roli Šaj takanot – statuta moravského židovstva.